# Stefan Dousa
Stefan Dousa es un escultor polaco, nacido el 11 de noviembre de 1945 en Bedzin.

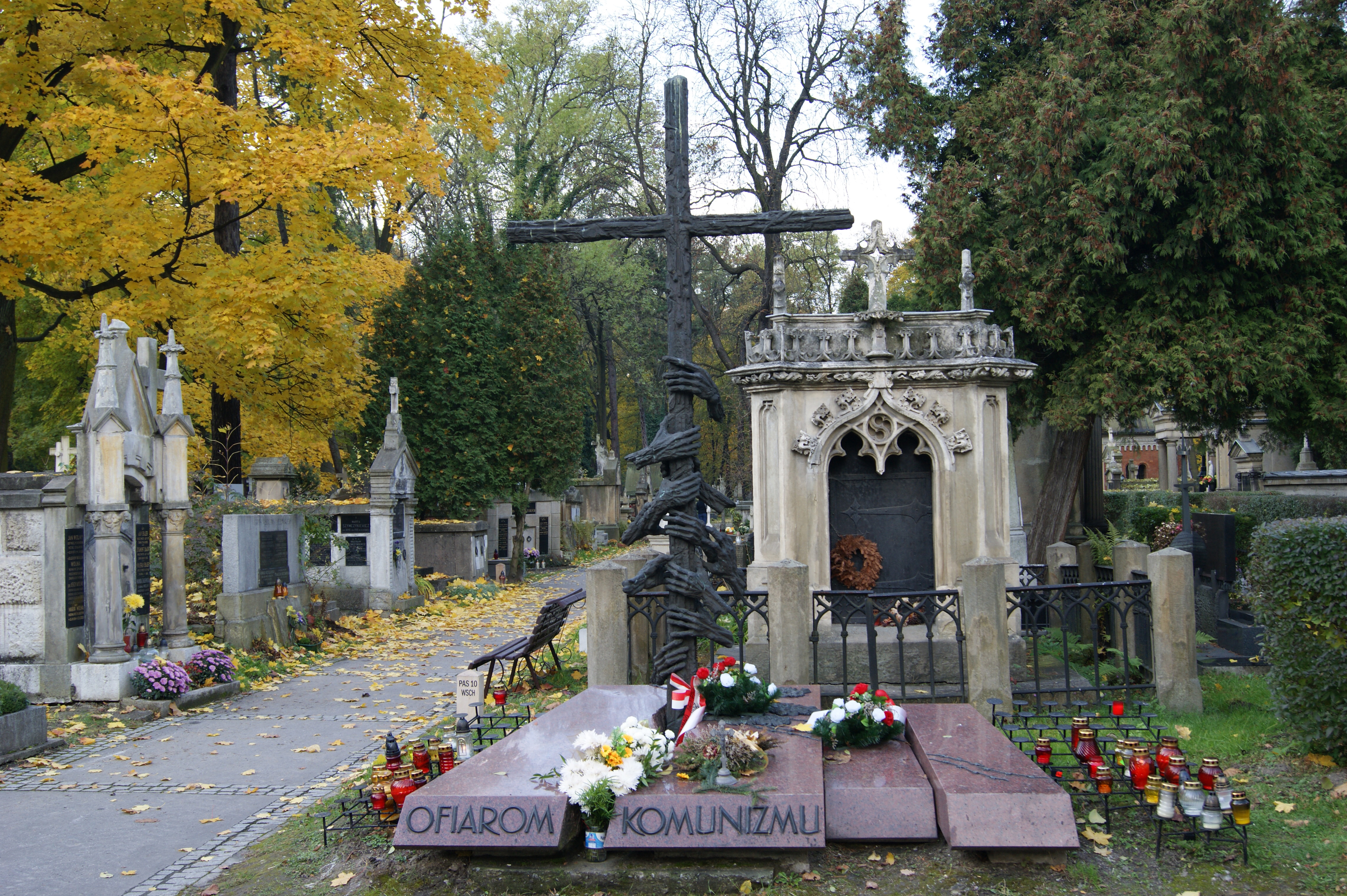
Monumento a las víctimas del comunismo, Cracovia

## Vida y obras
A partir de 1946 vivió en Breslavia, donde se graduó en la Escuela de Artes. En 1964 se matriculó en la Academia de Bellas Artes de Cracovia . Se graduó con el profesor Jerzego Bandura en 1970. Desde 1971, trabajó en la Facultad de Arquitectura de la Universidad de Cracovia de la tecnología como profesor de bellas artes.
Además de esculturas monumentales, crea otras pequeñas formas espaciales y medallas, entre ellas Monumento a las Víctimas del Estalinismo en Tarnów , Memorial de Katyn en Kety , Monumento a las Víctimas del Comunismo en el cementerio Rakowicki de Cracovia, el Papa y los bustos de los grandes polacos de Cracovia. Diseña e implementa interiores sagrados en Polonia y en el extranjero.
Presenta su obra en exposiciones individuales y colectivas en Polonia, Europa y en todo el mundo, siendo galardonado con una serie de premios.  También presenta exposiciones individuales en Breslavia, Kielce, Cracovia, Florencia, Núremberg, Heidelberg y Roma. 